# Hofberg (Greding)
Hofberg ist ein Gemeindeteil der Stadt Greding im Landkreis Roth (Mittelfranken, Bayern). Hofberg liegt in der Gemarkung Obermässing.

## Lage
Der Weiler liegt auf 500 m ü. NHN an einem gleichnamigen Inselberg (552,8 m ü. NHN) der Südlichen Frankenalb westlich von Obermässing. Zu dem Weiler führt von Obermässing aus bergauf eine Ortsstraße, die Hofbbergstraße.

## Ortsnamensdeutung
Der relativ spät entstandene Ortsname „Hofberg“ bedeutet „Berg mit dem fürstbischöflichen Hof“. Noch im 16. Jahrhundert ist nicht dieser Name gebräuchlich, sondern „Udelsberg“ (so 1358; zum Personennamen Udal) bzw. nur die Bezeichnung „Obermässinger Schloß“.

## Geschichte
1465 erwarb der Eichstätter Bischof Wilhelm von Reichenau Dorf und Schloss Obermässing vom Deutschen Orden und baute auf den später sogenannten Hofberg ein neues Schloss, in dem er am 18. November 1496 starb. 1499 wurde die Schlosskapelle St. Georg mit drei Altären konsekriert; 1602 galt sie als „schon arg vernachlässigt“. Im Bauernkrieg eingenommen und teilweise zerstört, stellte Fürstbischof Marquard II. Schenk von Castell das Schloss neu her. Hier hatte der hochstiftische Pfleger seinen Amtssitz.
Am Ende des Alten Reiches, gegen 1800, bestand Hofberg aus den zwei Schlossbauhöfen (Ökonomieanwesen) der Vorburg und dem – tiefer liegenden – Pflegschloss. Außerdem gab es ein Hirtenhaus. Die Dorf- und Gemeindeherrschaft übte das hochstiftische Kastenamt Obermässing aus, während die Hochgerichtsbarkeit zwischen dem bischöflichen Pflegamt Obermässing und dem kurbaierischen Pflegamt Hilpoltstein strittig war.
Infolge des Reichsdeputationshauptschlusses kam das Hochstift Eichstätt und damit auch Hofberg mit den beiden Schlossbauhöfen 1802 an den Großherzog Erzherzog Ferdinand III. von Toskana und 1805/06 an das neue Königreich Bayern. 1803/04 wurde das Schloss um 1800 Gulden auf Abbruch versteigert, die Bauhöfe erhielten ebenfalls Privatpersonen. Diese Hofberg-Höfe wurden 1809 dem Steuerdistrikt Obermässing zugeteilt, aus dem 1811 eine Ruralgemeinde wurde, die mit dem Gemeindeedikt von 1818 keine Veränderung erfuhr: Außer dem Weiler Hofberg und dem Pfarrdorf Obermässing gehörten zu ihr noch die beiden Einöden Rotheichenmühle und Wirtsmühle. Zunächst im Landgericht Beilngries, kam die Gemeinde Obermässing und damit auch der Weiler Hofberg, der 1831 noch aus zwei Höfen, 1846 aber aus sechs Häusern bestand, zum 1. Oktober 1857 an das näher liegende Landgericht Greding.
1875 wurden von den 46 Bewohnern Hofbergs acht Pferde und 45 Stück Rindvieh gehalten.
1900 bildeten den Weiler außer der teilweise bewohnten Schlossruine insgesamt sieben Wohngebäude mit 42 Einwohnern. Fünf Jahrzehnte später zählte man offiziell außer der Schlossruine nur sechs Anwesen mit 39 Einwohnern. 1961 bewohnten die sechs Anwesen 35 Personen. In der Folgezeit nahm die Einwohnerzahl weiter ab. Im Zuge der Gebietsreform in Bayern ließ sich die Gemeinde Obermässing mit ihren Ortsteilen zum 1. Januar 1972 in die Stadt Greding eingemeinden. 1997 schloss sich Obermässing mit Hofberg dem Wasserzweckverband der Jura-Schwarzach-Thalach-Gruppe an. Für die Versorgung des Hofberg wurde eine Druckerhöhungsanlage errichtet.

### Einwohnerentwicklung
- 1840: 43 (6 Häuser, 9 Familien)[14]
- 1871: 46 (22 Gebäude)[9]
- 1900: 42 (7 Wohngebäude)[15]
- 1937: 30 (25 Katholiken, 5 Protestanten)[16]
- 1950: 39 (6 Anwesen)[11]
- 1961: 35 (6 Wohngebäude)[12]
- 1987: 25 (6 Wohngebäude, 7 Wohnungen)[17]
- 2014: 19[18]
- 2016: 16

## Baudenkmäler
Hofberg weist acht Baudenkmäler hauptsächlich in der ehemaligen Haupt- und Vorburg auf.

## Wanderweg
Der Gredinger Rundwanderweg Nr. 6 führt von Obermässing nach Hofberg und zurück nach Obermässing. Außerdem gibt es den Burgwanderweg Hofberg.